# Ingrid Salvenmoser
Ingrid Salvenmoser, avstrijska alpska smučarka, * 28. marec 1967, Scheffau am Wilden Kaiser.
Nastopila je na Olimpijskih igrah 1988, kjer je bila šesta v slalomu. Na svetovnih prvenstvenih je najboljšo uvrstitev dosegla leta 1991, ko je osvojila bronasto medaljo v slalomu. V svetovnem pokalu je tekmovala devet sezon med letoma 1983 in 2001 ter dosegla šest uvrstitev na stopničke, vse v slalomu. V skupnem seštevku svetovnega pokala se je najvišje uvrstila na osmo mesto leta 1991, ko je bila četrta v slalomskem seštevku.